# Chacarron Macarron
 (juillet 2017).
Chacarron Macarron (généralement abrégé en Chacarron) est une chanson à succès des artistes panaméens Rodney Clark (en) (« El Chombo ») et Andy De La Cruz (surnommé « Andy Val Gourmet »).
La chanson qui a inspiré El Chombo et Andy Val Gourmet, également appelé Chacarron Macarron, est la première piste de l'album Las + Bailables de .... Yahari de Yahari sortie en 2005.
La version de El Chombo et Andy Val Gourmet apparaît également sur la compilation de 2006 Now That's What I Call Music! 65. La chanson a atteint le top 20 du UK Singles Chart en décembre 2006.
La chanson a été parodiée par le 6/9 en 2006 sous le nom de Pas de paroles.

## Popularité sur internet
La chanson est apparue dans les médias lorsqu'une page de YTMND nommée Ualeualeualeualeualeuale qui était un GIF de Batman joué par Adam West dans lequel Batman dansait. 
Il est également devenu populaire sur un court clip vidéo en 2007 d'un cheval à deux pattes qui court avec le refrain comme bande son.
La chanson a également gagné en popularité sur Internet en raison du non-sens des paroles, qui sont composées presque entièrement de charabia. Elle est composée de diverses onomatopées, comme le « uale » le bruit, ce qui lui a valu le surnom de « El Mudo » (le muet en espagnol). De plus, en raison de son clip vidéo, la chanson a ensuite été utilisée dans de nombreuses vidéos virales en ligne.

## Hit-parade
| Chart (2006–2007)                  | position |
| ---------------------------------- | -------- |
| Finlande (Suomen virallinen lista) | 2        |
| Écosse (OCC)                       | 14       |
| Suède (Sverigetopplistan)          | 41       |
| Royaume-Uni (UK Singles Chart)     | 20       |